# Harold Stassen
Pour les articles homonymes, voir Stassen.
Harold Edward Stassen, né le 13 avril 1907 et mort le 4 mars 2001, est un homme politique américain, membre du parti républicain qui est gouverneur du Minnesota de 1939 à 1943 et candidat à neuf reprises à la présidence des États-Unis dans le cadre des élections primaires républicaines.

## Biographie
Harold E. Stassen est né à Saint-Paul dans le Minnesota. Précoce, diplômé de l’enseignement secondaire à l’âge de 14 ans, il poursuit des études de droit à l’université du Minnesota (1929) puis est élu District Attorney du comté de Dakota en 1930 et réélu en 1934. 
En 1938, il est élu gouverneur républicain du Minnesota, réélu en 1940 et 1942. Lors de l’élection présidentielle américaine de 1940, il fait le discours d’ouverture (keynote speaker) lors de la convention républicaine qui aboutit à la nomination de Wendell Willkie.
En 1943, Stassen démissionne de ses fonctions de gouverneur pour entrer dans l’armée américaine en tant qu’officier de l’United States Navy et participer activement à la Seconde Guerre mondiale. 
En 1945, Stassen est délégué à la conférence de San Francisco où sont rédigées les bases de la fondation de l’Organisation des Nations unies. 
De 1948 à 1953, il est président de l’université de Pennsylvanie et de 1953 à 1955, directeur de l’administration des opérations étrangères du président Dwight D. Eisenhower. Il est aussi conseiller du président en matière de désarmement.
Stassen est surtout nationalement connu pour avoir été un candidat multirécidiviste à l’élection présidentielle américaine. De 1948 à 1992, à neuf reprises, en dépit souvent de chances totalement nulles de l’emporter, il se présente aux élections primaires du parti républicain. 
Ses chances sont réelles en 1948. Il remporte plusieurs primaires et est donné favori dans les sondages contre le président Harry Truman. Mais Stassen perd la désignation républicaine contre Thomas Dewey, notamment à la suite du Débat Dewey-Stassen. En 1952, Stassen apporte les votes de ses délégués à Eisenhower, lors de la convention nationale, permettant ainsi à ce dernier de l’emporter contre Robert Taft. Stassen n’a jamais plus remporté de votes de délégués après la convention de 1968. Sa dernière tentative a lieu en 1992 ; il avait 85 ans. 
En 1958, il tente de se faire élire gouverneur de Pennsylvanie mais il est largement battu, défaite qui marque la fin de ses espoirs d’être une importante figure nationale. Il tente encore par la suite de retrouver une fonction élective mais est à chaque fois battu, faisant de lui l’objet de blagues à répétition. Tout en maintenant son activité d’avocat à Philadelphie, il est ainsi candidat à l’élection municipale à Philadelphie (1959), de nouveau au poste de gouverneur de Pennsylvanie (1968], au sénat des États-Unis (1978 et 1994) et à la chambre des représentants (1986).
Politiquement, Stassen est un républicain libéral (soit un « progressiste » dans le sens américain du terme). Président de la convention américaine baptiste, il participe à la marche pour les droits civiques à Washington au côté du pasteur Martin Luther King. 
Stassen est mort en 2001 à Bloomington (Minnesota), à 93 ans. L’immeuble du département des impôts du Minnesota porte son nom.

## Sources
- Minnesota Historical Society